# Фемистий (презид)
Фемистий (лат. Themistius) — римский политический деятель второй половины IV века.
Фемистий родился около 337 года. Его отцом был Геортий. Примерно в 355—357 годах Фемистий обучался у известного ритора Либания. В 361 году, в возрасте двадцати четырёх лет, он был назначен на должность презида (наместника) провинции Ликия.
Известно, что Фемистий был язычником. Упомянут в нескольких письмах Либания, а также является адресатом нескольких из них.